# Белобровый пегий канюк
Белобровый пегий канюк (лат. Leucopternis kuhli) — вид хищных птиц из семейства ястребиных (Accipitridae). Подвидов не выделяют. Распространены в Южной Америке. Видовое название дано в честь немецкого натуралиста Генриха Куля (нем. Heinrich Kuhl 1797—1821).

## Описание
Белобровый пегий канюк — небольшая хищная птица с длиной тела 37—40 см и размахом крыльев от 65 до 76 см. Самки несколько крупнее самцов. Половой диморфизм в окраске оперения не выражен. Верхняя часть головы и тела чёрного цвета с редкими белыми крапинками от макушки до верхней части мантии. Над чёрной	 маской на лице проходит тонкая белая полоса. Хвост со срединной белой полосой и белым кончиком. Нижняя часть тела белого цвета; нижняя часть щёк и грудь испещрены чёрными полосками. Глаза жёлтые, восковица оранжевого цвета, лапы жёлтые. Ювенильные особи похожи на взрослых, но на хвосте — две или три белые полосы.

## Биология
Биология исследована недостаточно. Отрывочные сведения о питании свидетельствует, что белобровый пегий канюк питается ящерицами и другими пресмыкающимися, а также крупными насекомыми. Охотится в нижней части полога леса.

## Распространение и места обитания
Распространены в Южной Америке к югу от Амазонки: Перу, Боливия и север Бразилии. Обитают в тропических влажных равнинных лесах. Встречаются на высоте до 600 м над уровнем моря.